# Wei Wei
Zhang Ju Xia Wei, född 28 september 1963 i Hohhot i Inre Mongoliet, är en kinesisk popsångerska känd under artistnamnet Wei Wei (kinesiska: 韦唯; pinyin: Wéi Wéi).
Wei Wei slog igenom 1987 då hon blev Kinas representant vid The 24th Poland Sopot International Music Festival, en tävling som hon vann. Wei Wei har sedan dess sålt över 200 miljoner album vilket har gjort henne till en av de bäst säljande artisterna genom tiderna.
Wei Wei bodde mellan 2004 och 2008 i Stockholm, innan dess var hon gift och bodde i skånska Tyringe i ett par år tillsammans med musikern Michael Smith. Tillsammans köpte de den nedlagda färgfabriken Medikema. I maj 2010 hävdade skatteverket att Wei Wei är skyldig svenska staten drygt 100 miljoner svenska kronor efter Wei Weis egna angivna uppgifter i media.Skattemyndighetens anklagelser avvisades dock i slutändan av svenska domstolar i brist på konkreta fakta.